# Sunday Nkonde
Sunday Bwalya Nkonde ist ein ehemaliger Generalstaatsanwalt von Sambia. Ein Generalstaatsanwalt (englisch Solicitor General) ist ein Regierungsbeamter, der in Prozessen, an denen die Regierung beteiligt ist, diese oder ihre Dienststellen vertritt. Das sind für gewöhnlich Zivilprozesse. In Sambia steht er den staatlichen Anwälten direkt vor.
Der Generalstaatsanwalt kann ihm unterstellte Juristen, wie im Fall der Wahlkommission 2006, verpflichten, jemanden zu verteidigen. Umgekehrt kann der diesen auffordern, tätig zu werden wie im Fall des Omega TV, dessen Lizenz nicht erneuert war, eine Betriebserlaubnis mithin fehlte.
Nkonde erwarb einen Bachelor of Laws an der Universität von Sambia. Im Jahre 1989 wurde er Mitglied der Rechtsanwaltskammer.
Sunday Nkonde verteidigte den ehemaligen Präsidenten Frederick Chiluba – auch gegen seine Frau Vera Chiluba Tembo im Scheidungsprozess. Sunday Nkonde forderte auch die Rechtsanwälte in Sambia konkret zu bestimmtem Verhalten auf und scheint sein Amt als ein insgesamt rechtspolitisches zu verstehen.
Am 19. November 2007 wurde er vom Staatspräsidenten Levy Mwanawasa vom Amt des Generalstaatsanwaltes enthoben.
Am 6. Mai 2022 entband Präsident Hichilema ihn von der Funktion als Richter am Obersten Gerichtshof aufgrund einer Empfehlung, die in einem Bericht der Justizbeschwerdekommission enthalten war.